# Lillegöl (Ödestugu socken, Småland)
Lillegöl är en sjö i Jönköpings kommun i Småland och ingår i Lagans huvudavrinningsområde. Sjön är 4,3 meter djup, har en yta på 0,015 kvadratkilometer och är belägen 268 meter över havet.